# Józef Andrzej Załuski
Józef Andrzej (Jędrzej) Załuski herbu Junosza, pseud. i krypt.: augustJ Zelante cultoRe peRenni in AeVum; Cephas Zelosivius; CEPHASI ZeLOSIVIJ; I.A. Z. B. K.; Imienia Augustowego Zelant; I. Z. B. K.; I. Z. R. K.; I. Z. R. K. O. W.; J.A.Z.; JoZef; Junoszyc Zelant Religii Katolickiej; J. Z.; J. Z. B. K.; J. Z. R.; J. Z. R. K.; J. Z. R. K. O. W.; który imieniem Józef jest żarliwy zelant Zakonu religią Rzymską rozszerzającego kleryków Kalassantego; Senator Zelant; ten którego hasło jest takie Jezusie Żegnaj Rządź Króluj; ten który Jeden Z themiklesowi Równych Kocha Ojczyznę Wiernie; ten który Jest Zbawienia Rodaków Kochający; ten który Jest Ziemianów Rodaków Kochający; ten który Jest Ziomków Reputacji i Kwalitet Ogłaszający Wokalista; ten który Jest Życzliwym Regnanta Klientem; ten który Jest Żarliwy Regnanta Klient; wielKi gRzesZnIk nie dosyć pokutujący; wielki z panów polskich senator; xJądZ świecki; X. N. N. domesticus praelatus(?), (ur. 12 sierpnia 1702, zm. 7 stycznia 1774 roku w Warszawie) – polski duchowny katolicki, biskup kijowski, opat komendatoryjny wąchocki w 1760 roku, kaznodzieja, polityk, mecenas nauki i kultury, bibliofil, polihistor, edytor, bibliograf, historyk, poeta, dramatopisarz, tłumacz, organizator życia literackiego, współzałożyciel Biblioteki Załuskich w Warszawie, ablegat Rzeczypospolitej w Państwie Kościelnym w 1734 roku, kapelan konwentualny maltański ad honorem (w zakonie po 1727 roku).

## Życiorys
Urodził się w Jedlance (dawny pow. radomski), jako najmłodszy syn Aleksandra Józefa, wojewody rawskiego, i Teresy z Potkańskich, łowczanki sandomierskiej. Brat Andrzeja Stanisława Załuskiego i bratanek Andrzeja Chryzostoma (biskupa warmińskiego), na którego dworze w Lidzbarku (Heilsberg) się wychowywał od kwietnia 1709. Wcześniej, od roku 1708, chowany pod opieką stryja Marcina (biskupa sufragana płockiego i proboszcza warmińskiego) w Dobrym Mieście (Gutstad) na Warmii. Od maja 1711 przebywał pod opieką stryja Ludwika (biskupa płockiego) w Pułtusku. W roku 1710 przyjął przy bierzmowaniu imię Andrzej, którego odtąd obok chrzestnego stale używał.
W latach 1712–1715 uczył się w kolegiach: jezuickim w Pułtusku (w gramatyce); pijarskich w Szczuczynie (w syntaksie), Warszawie (w poetyce) i w Piotrkowie (w retoryce) oraz studiował matematykę w Gdańsku, ucząc się jednocześnie przez kilka miesięcy języka niemieckiego u Piotra Henniga. W latach 1716–1718 odbył podróż z bratem Andrzejem do Niemiec, Holandii (Niderlandów), Francji i Włoch. Studia w roku 1718 w Rzymie (kolegium jezuickie), powrót i pobyt w Polsce (wiosna 1719 – lato 1720), a w latach 1720–1723 kolejne studia (3-letnie), tym razem w Paryżu (podróż przez Wrocław, Czechy i Niemcy), w seminarium św. Sulpicjusza oraz na Sorbonie, uwieńczone bakalauratem teologii (według świadków na procesie informacyjnym Załuskiego na biskupstwo kijowskie: doktorat teologii). W tym okresie głosił kazania w kościele św. Sulpicjusza, zwiedzał paryskie biblioteki i muzea, a przez pewien czas przebywał także w 2 pustelniach (Issy i La Trappe). Już w roku 1719 (21 marca) uzyskał pierwsze święcenia i archidiakonat pułtuski. Od 20 lutego 1723 kanonik krakowski (instalowany per procuram), w roku 1724 (7 lutego) – doktor obojga praw Akademii Krakowskiej. Półtora miesiąca później (19 marca) wyświęcony na subdiakona i mianowany koadiutorem Adama Rostkowskiego (proboszcz warszawski). W roku 1725 był deputatem kapituły krakowskiej na Trybunał Koronny. Rok później (1726) powołany przez Augusta II na stanowisko kanclerza królewicza Fryderyka Augusta (późniejszego Augusta III), dzięki czemu często bywał na dworze królewskim. Święcenia kapłańskie diakona przyjął w roku 1727 (według innych źródeł mogło to nastąpić już 2 lata wcześniej), a w 1728 został referendarzem wielkim koronnym oraz kanonikiem kapituły krakowskiej. Niedługo potem otrzymał od króla opactwo hebdowskie (zima 1728/1729), opactwo przemęckie (maj 1732), a nieco wcześniej probostwo jaworowskie (luty 1732). Wkrótce potem Fryderyk Łukasz Sapieha (kasztelan trocki) powierzył mu probostwo infułackie kodeńskie. Oba przyznane wcześniej opactwa stracił w bezkrólewiu po Auguście II, natomiast w roku 1736 zrezygnował także z obu probostw. Był członkiem konfederacji generalnej zawiązanej 27 kwietnia 1733 roku na sejmie konwokacyjnym. Podczas elekcji w roku 1733 opowiedział się, wraz z całą rodziną, po stronie Leszczyńskiego i towarzyszył mu w drodze do Gdańska.
Przez 3 lata (od 7 XII 1733 do 4 X 1736) poseł króla Stanisława Leszczyńskiego na dworze Klemensa XII w Rzymie. Następnie wielki jałmużnik króla i kanclerz królowej w Lunéville w Lotaryngii. Jako stronnik Stanisława Leszczyńskiego wyjechał wraz z nim w latach 30. XVIII wieku do Francji, gdzie pełnił funkcję kapelana królowej Katarzyny; posiadał we Francji również kilka beneficjów kościelnych. Po powrocie do Polski był opatem komendatoryjnym w Wąchocku. W latach 1755–1758 odbył podróż do Francji. We wrześniu 1759 został mianowany biskupem kijowskim. Przeprowadził synod diecezjalny (1762). Za panowania Augusta III Sasa był członkiem frakcji dworskiej stronnictwa starorepublikańskiego. Był członkiem konfederacji Czartoryskich w 1764 roku. W 1764 roku był elektorem Stanisława Augusta Poniatowskiego z województwa kijowskiego.
Był aktywny w życiu politycznym. Występował później przeciwko królowi Stanisławowi Augustowi Poniatowskiemu oraz ingerencji Rosji w sprawy polskie; porwany z sejmu (sejm repninowski) przez posła rosyjskiego Nikołaja Repnina, zesłany w latach 1767–1773 do Kaługi.

## Współtwórca Biblioteki Załuskich i animator życia intelektualnego
Znawca i miłośnik książek, gromadził księgozbiór od 15. roku życia. Po zapoznaniu się z wielkimi bibliotekami zachodnioeuropejskimi i pod wpływem brata Andrzeja Stanisława powziął zamiar oddania połączonych zbiorów braci Załuskich do użytku publicznego. W 1732 opublikował Programma literarium (wznowienia 1743, 1756), w której – obok zapowiedzi otwarcia biblioteki publicznej – nakreślił szeroki program wydawniczy oparty na zbiorach biblioteki oraz wzywał zainteresowanych do pomocy w gromadzeniu księgozbioru i przygotowaniu zapowiadanych bibliografii i wydawnictw źródłowych. Gromadząc z namiętnością bibliofila druki i rękopisy stworzył podstawowy zrąb założonej wspólnie z bratem Andrzejem Biblioteki Załuskich (1747–1794). J.A. Załuski brał udział w aukcjach i licytacjach, na których nabywał całe księgozbiory, miał swoich agentów w różnych miastach, utrzymywał stosunki z księgarzami niemal całej Europy. Podróże krajowe i zagraniczne dawały mu okazję do poznawania bibliotek, prywatnych i klasztornych. Erudyta, przeglądał i opracowywał wszystkie dzieła pozyskane dla Biblioteki Załuskich.
Animator życia umysłowego, utrzymywał rozległe kontakty z uczonymi w kraju (m.in. z Józefem Aleksandrem Jabłonowskim, Józefem Stanisławem Sapiehą, Jakubem Radlińskim) i za granicą (m.in. Johannem Burhardem Mencke, Johannem Christophem Gottschedem, Jakiem Perardem).
W 1749 roku został obrany – jako pierwszy Polak – honorowym członkiem Cesarskiej Akademii Nauk. Członek rzymskiej Akademii Arkadyjskiej oraz towarzystw naukowych m.in. w Berlinie i Petersburgu.
Był inicjatorem założonego w 1765 roku Towarzystwa Literatów założonego wspólnie z Wawrzyńcem Mitzlerem de Kolof, które wydawało publikacje naukowe oraz organizowało odczyty i dyskusje na ich temat. Przez całe życie starał się nadto ożywić czytelnictwo w Polsce, zakładając w roku 1744 towarzystwo do kupowania książek. Przyczynił się m.in. do podjęcia przez Stanisława Konarskiego pracy nad Volumina Legum. Otoczył opieką współczesnego historyka polskiego Gotfryda Lengnicha. Jego staraniem ukazywały się w kraju cenne wydawnictwa drukowane za granicą. Współwydawca Warschauer Bibilothek (1753–1758).
W roku 1760 odznaczony Orderem Orła Białego.

## Twórczość
Olbrzymia spuścizna Załuskiego (zniszczona w większości w roku 1944) obejmowała m.in. prace: historyczne, bibliograficzne, edytorskie i literackie.

### Najważniejsze dzieła drukowane
1. Analecta historica de sacrâ, in die Natalis Domini, a Romanis pontificibus quotannis usitatâ caeremoniâ, ensem et pileum benedicendi eaque munera principibus Christianis mittendi..., (Warszawa 1726)[11], w dziele tym ogł. także utwory kilku innych autorów
2. Dwa miecze katolickiej w królestwie orthodoksejskim odsieczy przeciwko natarczywym pp. dysydentów polskich zamachom w Królestwie Polskiem wydobyte... to jest broń obosieczna od impetycji polskich dysydentów, we 2 częściach wyrażona. Z przydatkiem różnych w podobnej materii skryptów i fragmentów (Warszawa, 1731)
3. Programma litterarium ad bibliophilos, typothetas et bibliopegos, tum et quosvis liberalium artium amatores... (Warszawa 1732 po polsku, Gdańsk 1743 po łacinie)
4. Specimen historiae Polonae criticae... (Gdańsk 1733, II wyd. tytułowe Warszawa 1735, pierwszy przykład polskiej krytycznej pracy historycznej, która obala podanie o rokoszu Gliniańskim)
5. Anecdota Jablonoviana seu singulari (a) quaedam de celsissima Jablonoviorum domo collecta a... (Warszawa 1751)
6. Próba pióra nowego poety w trzech starych satyrach (Warszawa 1753, parafrazy listu XII i satyr Boileau)
7. Bibliotheca poetarum Polonorum, qui patrio sermone scripserunt, to jest katalog trojaki polskich wierszopisów ojczystym językiem piszących...[12] w: Publiusza Wirgiliusza Marona Księgi wszystkie, to jest ksiąg dwanaście... (Warszawa 1754)
8. Bibliographia Zalusciana (1763–1766)
9. Ludzkość litująca się, czyli obraz nędzy ludzkiej (1768, II. wyd. 1795, tragikomedia)
10. Przypadki niektóre... w niewoli moskiewskiej...[13] (wyd. Józef Epifani Minasowicz).

### Pozostałe utwory, kazania i mowy
1. Zaślubienie w cierniowym wieńcu dusz pokutujących Oblubieńcowi Niebieskiemu, Bogu Wcielonemu. Melodramma wierszem w 1 akcie, spisane w drodze paryskiej dla siostry, wizytki warszawskiej, w r. 1720, wyd. w: (Pisma zebrane), Warszawa 1754
2. Eminencja minimi et pusili syna prawicy i syna wywyższenia w konsystorzu Trójcy Przenajświętszej od wieków in petto destynowana, a dopiero od... Benedykta XIII ostatniego dnia i grudnia, i roku 1726... dwom najmłodszym a oraz najmilszym synom, świętym Ludwikowi Gonzadze i Stanisławowi Kostce, jędrzejowskim nowicjuszom... konferowana i przy solennej introdukcji w Warszawskiej... Metropolii roku 1727 12 października, przy pierwszym otwarciu ust kaznodziejskich... promulgowana, brak miejsca wydania 1728
3. De situ Varsaviae w: H. Ch. Erndtelius: Varsavia physice illustrata, Warszawa 1730 (rozdz. I)
4. Zbiór poetów polskich przez J. Z. R. K. in 1732, wyd. J.A.Jabłonowski w: Ostafi po polsku..., Lwów (1751) k. 12 i następne
5. Manualae iuris publici Poloniae in statu Reipublicae acephalo nempe de iudicis capturalibus, funere Regis demortui, Comitiis Convocationis et Electionis et Inaugurationis Regis et Reginae consittutionibus... ab... Episcopo Kioviensi pro usu privato collectum, Warszawa 1764; przekł. francuski (1764)
6. Do Pewnego Szlachcica tak się nazwanego w Responsie na List do Imci Księdza Hozjusza, biskupa poznańskiego, pisany, czyniącego się uważać statum rei głęboko, brak miejsca wydania (1735), wyd. anonimowo
7. Na aplauz Jaśnie Wielmożnej Imci Pani Antoniny z Zahorowskich Zamoyskiej ordynatowej, przy założeniu pierwszego kamienia nowej fundacji w Marywilu, przez..., (Warszawa 1743)
8. Informacja o funduszu Ichm. Panien Kanoniczek, (Warszawa 1744)
9. Conspectus novae collectionis legum ecclesiasticarum Poloniae (titulo Synodicon Poloniae Orthodoxae) tum et aliae collectionis scriptorum ecclesiasticorum Poloniae ineditorum; tum et editorum quidem sed rarissime obviorum quarum impressionem..., Warszawa 1744; przekł. polski fragm.: Kondycje prenumeracji na przedrukowanie wszystkich synodów prowincjonalnych i diecezjalnych polskich od roku 1181 do 1743 etc. Projekt przedrukowania lukubracji Pawła Potockiego, kasztelana kamienieckiego, brak miejsca i roku wydania
10. Projekt asocjacji kilkunastu lub kilkudziesięciu uczonych lub w czytaniu nowo wychodzących w cudzych krajach... lukubracji kochających się osób, podany przez... (tytuł franc.:) Projet d'Association de plusieurs personnes amateurs de belles lettres..., brak miejsca wydania 1744
11. Mowa... referendarza koronnego na Sądach Sejmowych Anno Domini 1746. Die 5 9-bris, brak miejsca wydania (1746)
12. Mowa... referendarza koronnego przy reasumpcji Sądach Relacyjnych A.D. 1746. Die 21 9-bris, brak miejsca wydania (1746)
13. Kazanie jubileuszowe przy konkluzji walnej anni gratiae walnego dwudziestopięcioletniego lata miłościwie pierwszego dnia 1751 roku... w bazylice Ś. Jana Warszawskiej... przez... miane, a na prośbę i żądanie... różnymi przydatkami rozszerzone, a zaś wypracowane w Warszawie r. 1752 w druk. S. J. (inform. A. Moszyński, s. 290)
14. Tragedia o świętym Kazimierzu, królewiczu polskim, na dzień wielkopiątkowy adoptowana, z epilogiem o Męce Pańskiej... Pisał J. Z. R. K. roku 1751 15-23 lutego w Kielcach..., wyd. w: (Pisma zebrane), Warszawa 1754
15. Witenes albo tragedia o pomście Boskiej nad zelżycielem Najświętszego Sakramentu Witenem, wielkim książęciem litewskim, wierszem nie rytmowym ojczystym wyrażona, spisana przez J. Z. R. K. 1751, wyd. w: (Pisma zebrane), Warszawa 1754
16. Litania o świętych kapłanach świeckich (nie biskupach ani zakonnikach) na dni miesiąców, jak przypadają, ułożona przez xJędZa świeckiego 1753, wyd. w: (Pisma zebrane), Warszawa 1754
17. Godzinki o ś. Klemensie, papieżu i męczenniku, in gratiam Najjaśniejszego Królewicza Jmci Klemensa spisane roku 1753 10 Novembris, wyd. w: (Pisma zebrane), Warszawa 1754
18. Satyra o mowie obojętnej dworskiej alias ekwiwokacji, Warszawa 1754
19. Przestroga: Grzybek na oślą głowę satyrycznego Satyr cenzora; Parabołka o ośle na naszych osłów, wyd. w: (Pisma zebrane), Warszawa 1754
20. (Pisma zebrane, bez osob. k. tyt.), Warszawa 1754 "Zebranie Rytmów przez Wierszopisów Żyjących lub Naszego Wieku Zeszłych Pisanych" nr 2-3, przedmowę do t. 3 przedr. Z. Florczak, L. Pszczołowska w: Ludzie Oświecenia o języku i stylu t. 1, Warszawa 1958
21. Anecdota quaedam singularia celsissimae de Prussis Ducum ac S. R.J. Principum Jablonoviorum domûs ex archivo... familiae privato ac ex sua (iam nune publicâ) bibliothecâ collecta... per..., Warszawa 1755
22. Dziękowanie J.W. Imci Biskupa Kijowskiego za toż biskupstwo na Senatus Consilium w Warszawie dnia 30 8bra roku 1758, brak miejsca wydania (1758)
23. Eiusdemque Episcopi ad praelatos illos responsio w: Praelatorum Kioviensium ad designatum episcopum suum, oratio, Warszawa 1759
24. Liturgia Ecclesiae Romano Orthodoxae in conciliis oecumenicis et in textibus sanctorum quatuor priorum a Christo saeculorum..., Wilno 1760
25. Zdanie Księdza Biskupa Kijowskiego na konferencji o redukcji monet. (Anno 1761 23 Januarii), brak miejsca wydania (1761)
26. Informacja o fundacji Biblioteki J.W. Imci Księdza Józefa Jędrzeja Załuskiego..., brak miejsca wydania (1761), przedr. F.M. Sobieszczański: Materiały do historii bibliotek w Polsce, "Biblioteka Warszawska" 1848 t. 2, s. 560-567; przekł. niemiecki (1761)
27. Pamiątka pasterskiego afektu diecezjanom swoim od... oddana na misji w r. 1762, brak miejsca wydania (1762)
28. Mowa miana podczas Senatus Consilium Warszawskiego, 25 października 1762, w mówieniu skrócona, na piśmie rozszerzona, (Warszawa 1762)
29. Uwaga na Refleksje osoby nie wiążącej się do żadnej strony nad poróżnieniem się szlachty z duchowieństwem w Polszcze, brak miejsca wydania 1762, (wyd. anonimowo)
30. Memoriale rythmicum brevi facilique methodo sacerdotis boni munus comprehendens ad usum dioecesis Kijoviensis, Warszawa 1763
31. Mowa... miana na konferencji prymasowskiej po śmierci śp. Augusta III r. 1763, 7 listopada, w mowie skrócona, na piśmie powiększona, brak miejsca wydania (1763)
32. List pasterski... bullę Ojca Ś. Klemensa XIII institutum Societatis Jesu na nową stwierdzającą... 7 idus Januarii roku 1764... wydaną w swojej diecezji we Lwowie, brak miejsca i roku wydania (3 wydania; wyd. in 4°: Warszawa 1765)
33. Mowa... miana do Stanów Skonfederowanych roku 1764, die 21 Maii, brak miejsca wydania (1764)
34. Mowa... miana na konferencji generalnej 5 Junii 1764, brak miejsca wydania (1764)
35. Mowa... miana d. 5 grudnia 1764 r. na Sejmie Coronationis, w druku nieco rozszerzona, brak miejsca wydania (1764)
36. Mowa... pro immunitate ecclesiastica, brak miejsca wydania (1764); przekł. łaciński (1773)
37. Strena pastoralis clero dioecesano ab... A Czernichov. A.D. 1764 oblata, Berdyczów (1764)
38. Litania za Najjaśniejszego Króla ułożona z samych słów Pisma Ś. i na polski przetłumaczona, (Warszawa 1765)
39. Mowa... miana na senacie 16 Octobris 1766, brak miejsca wydania (1766)
40. List do przyjaciela z refleksjami na pretensje jmć pp. dysydentów, roku 1766 przez Senatora Zelanta..., brak miejsca wydania (1766)
41. Objaśnienie błędami zabobonów zarażonych oraz opisanie niegodziwości, która pochodzi (z) sądzenia przez próbę pławienia w wodzie mniemanych czarownic, jako takowa próba jest omylna, różnymi dowodami. Przez..., Berdyczów 1766
42. (list pasterski) Załuski Józef Andrzej... biskup kijowski... Dan 30 sierpnia 1767 w Warszawie. Proces nakazujący modlitwy o szczęśliwy sukces sejmu, Warszawa 1767
43. Rozmowy dwóch kawalerów katolika z dysydentem o piśmie, które wyszło z napisem Wykład praw dysydenckich wiernie spisany r. 1767, brak miejsca wydania (według Estreichera: Kraków; według Rostworowskiego: Wilno) 1767
44. Przypadki niektóre J.M. JMci Księdza Józefa Załuskiego... które mu się w niewoli moskiewskiej półszostletniej trafiły r. 1767-1773, wierszem od niego podróżnym w Regnowie opisane, wyd. J.E. Minasowicz, (Warszawa) 1773
45. List pasterski... datowany w Warszawie d. 13 marca 1773, (Warszawa 1773)
46. Wiersz na ślubny związek dobrej, bo dobranej pary JW.J. Panny Salomei Rostworowskiej kasztelanki zakroczymskiej z JW. JP. Józefem Sołtykiem kasztelanicem sendomirskim w dzień N. P. Narodzenia w Leśnowoli... zawarty 8 września 1773. Pisany przez..., brak miejsca wydania (1773)
47. Parentem patriae Stanislaum Augustum Poloniae utriusque regem: ductore Caietano Soltico pontifice Cracoviensi Severiaeque duce, Kijoviensis episc. Musageta redux venerabundus accedit, Warszawa 1773
48. Wiersz... alludujący do herbu Junoszów Baranka, brak miejsca i roku wydania.

### Najważniejsze opracowania pozostawione w rękopisie
1. De saint Bernard sur la dévotion du temps. Panégyrique our la fête du st. Bernard, par... abbé du Fontenay, powst. w latach 1737–1738, rękopis: Biblioteka Narodowa sygn. 3562
2. Information touchant les Juifs, leur Talmud et les infanticides, powst. 1759, rękopisy: Biblioteka Narodowa sygn. 3207[14]-3208[15]
3. Autor nie dla kształtu. Tragikomiczny dialog w 1 akcie dla szkolnej młodzieży, bez persony niewieściej, powst. 1768, rękopis: Biblioteka Narodowa zniszczony w roku 1944
4. Czarnoksiężnik kandoru pełny, naszej krwi szafarz. Tragedia duchowna, powst. 1768, rękopis: Biblioteka Narodowa zniszczony w roku 1944
5. Głupiec Jezusowy. Drama duchowne, bez persony niewieściej, powst. 1768, rękopis: Biblioteka Narodowa zniszczony w roku 1944
6. Gorzkie skutki zbrodni. Tragedia o 3 aktach i o 3 aktorach dla młodzi szlacheckiej, powst. 1768, rękopis: Biblioteka Narodowa zniszczony w roku 1944
7. Lichwa Mariańska. Tragikomedia dla szkolnej młodzi, bez persony niewieściej, we 2 aktach, powst. 1768, rękopis: Biblioteka Narodowa zniszczony w roku 1944
8. Marian, albo zysk wielki z wielkiej miłości Panny Marii. Drama szkolne, bez persony niewieściej, powst. 1768, rękopis: Biblioteka Narodowa zniszczony w roku 1944
9. Miłości ofiara Teofil. Tragedia dla młodzieży szkolnej, bez persony niewieściej, powst. 1768, rękopis: Biblioteka Narodowa zniszczony w roku 1944
10. Toletańczyk. Tragiczne drama duchowne, bez persony niewieściej, powst. 1768, rękopis: Biblioteka Narodowa zniszczony w roku 1944
11. Wokacja do stanu zaniedbana ukarana. Tragedia dla szlacheckiej młodzi, bez persony niewieściej, w 3 aktach, powst. 1768, rękopis: Biblioteka Narodowa zniszczony w roku 1944
12. Cała Polska za złoty, to jest opisanie Polski trojakie, z historii duchownej, z historii cywilnej, z historii literackiej, wierszykami technicznymi dla lepszej pamięci wyrażone przez... w areszcie smoleńskim r. 1768, rękopis (brulion): Biblioteka Narodowa sygn. 3209, tam także mikrofilm nr 174
13. Zbiór złoty za talar bity, to jest biblioteka techniczna zawierająca Pismo Święte, historią duchowną, historią cywilną, geografią, topografią, różne matematyczne, gramatyczne kwestie i całą historią, topografią, geografią i ius publicum Polski w wierszykach technicznych i mnemotechnicznych... w areszcie smoleńskim złożył J. Z. B. K. roku 1768, autograf: Biblioteka Narodowa sygn. 3210, tam także mikrofilm nr 173
14. Gigantomachia bezwierców pognębiona, to jest poczet Bogaprzeczców czy ateuszów, deistów i Kościoła Bożego oszczerców, teistów, panteistów... Wierszem opisany przez... w areszcie Kałudzkim r. 1770 cz. 1-2, rękopis: Biblioteka Narodowa zniszczony w roku 1944
15. Nomenklator Biblioteki Publicznej w Warszawie Załuskiej i jej fundatorowi znajomych literatów, to jest krótka rekapitulacja literatów polskich i wirtuozów, którzy od początku tego wieku co do druku podali, albo choć nie podali, ale pisali, albo choć nie pisali, lecz w jakimś kunszcie celowali, wierszem nierymowanym a czasem też i rymowanym... pisana w areszcie Kałudzkim przez tej księgarni fundatora r. 1771 – aresztu czwartym, a w Warszawie annotacjami różnymi... aukcjonowana, rękopis: Biblioteka Narodowa zniszczony w roku 1944
16. Bibliotheca Polona magna universalis (t. 1-10, wraz z Janem Danielem Janockim), powst. 1742–1773, rękopis: Biblioteka Narodowa zniszczony w roku 1944; część dzieła przerobił M.A. Trotz pt. Catalogus omnium et singulorum codicum manuscriptorum Zaluscianae Bibliothecae... Lipsiae descriptus, anno 1757, (pisana na wzór: Bibliotèque historique de la France J. Lelonga)
17. Swoboda po niewoli zaprzedanego od braci do Egiptu Józefa, rytmem ojczystym na wolny świat polski przez wielkiego z panów polskich senatora z Pisma Św. wyprowadzona. (Poemat w stancach), rękopisy: Biblioteka PAN Kraków sygn. 1277, 1300, (autorstwo według notki na rękopisie)
18. Dissertatio de historicis Poloniae, rękopis: Biblioteka Czartoryskich sygn. 1162
19. P. A. Metastasio: Demofontes. Opera. Wystawiana na warszawskim teatrze królewskim 1759 (przekład), rękopis: Biblioteka Narodowa zniszczony w roku 1944
20. P. Marivaux: Koniec niespodziany. Komedia w 1 akcie (przekład), powst. 1768, rękopis: Biblioteka Narodowa zniszczony w roku 1944
21. P. Marivaux: Wyspa roztropności albo Pigmajczykowie obyczajów. Komedia w 3 aktach (przekład), powst. 1768, rękopis: Biblioteka Narodowa zniszczony w roku 1944
22. Śmierć Abla. Tragedia w 3 aktach (przekład), powst. 1768, rękopis: Biblioteka Narodowa zniszczony w roku 1944
23. D. Brueys, J. Palaprat: Gniewosz fukliwy. Komedia (przekład), powst. 1768, rękopis: Biblioteka Narodowa zniszczony w roku 1944
24. S. Gessner: Erast. Drama pastoralne (przekład), powst. 1768, rękopis: Biblioteka Narodowa zniszczony w roku 1944
25. L. Holberg: Sorcelleries. Tłum. w 1768 z niem. na fr. (przekład), powst. 1768, rękopis: Biblioteka Narodowa zniszczony w roku 1944
26. P. A. Metastasio: Wyspa bezludna. Opera (przekład), powst. 1768, rękopis: Biblioteka Narodowa zniszczony w roku 1944
27. J. Régnard: Menechowie albo bliźniacy. Komedia (przekład), powst. 1768, rękopis: Biblioteka Narodowa zniszczony w roku 1944.

Drobniejsze jego pisma weszły ponadto w skład różnych publikacji współczesnych, m.in.: A. Barry: Icon exemplaris vitae... seu vita summi pontificis Benedicti XIII..., Warszawa 1726 (tablice papieży i kardynałów z rodu Ursinich); G. Marangoni: Thesaurus parochorum..., Rzym 1726 i 1730 (spisy proboszczów polskich); J. Daneykowicz Ostrowski: Swada polska i łacińska t. 1, Lublin 1745; Pretensje i interesa Polski do postronnych potencji i tych do Polski, z książki francuskiej Jana Rousseta..., Warszawa 1751 (przedmowa); E. Drużbacka: Zbiór rytmów duchownych..., Warszawa 1752 "Zebranie Rytmów przez Wierszopisów Żyjących lub Naszego Wieku Zeszłych Pisanych" nr 1. Zobacz także Prace edytorskie poz. 16. Kilka wierszy i prac słownikowych Załuskiego ogłosił J.E. Minasowicz w "Monitorze" (1770 nr 46; 1774 nr 37, 42, 49; 1776 nr 25, 33, 75; 1777 nr 23; 1778 nr 3; 1780 nr 41).
Załuski był uważany za współautora Głosu wolnego..., ponadto poprawiał prace takich autorów jak: S. Garczyński, J. D.A. Janocki, M.A. Trotz i J.A.Jabłonowski.
Olbrzymią spuściznę literacką pozostawił w rękopisach zdeponowanych w Bibliotece Załuskich, skąd główny ich zrąb dostał się do Cesarskiej Biblioteki Publicznej w Petersburgu (niektóre trafiły do rąk T. Czackiego i innych zbieraczy rękopisów). Zostały one w latach 1923–1926 zwrócone przez władze radzieckie Polsce, czasowo znalazły się w zbiorach Biblioteki Uniwersytetu Warszawskiego, a po utworzeniu w roku 1928 Biblioteki Narodowej weszły do jej zbiorów (w Pałacu Potockich); w listopadzie 1944 prawie w całości uległy zniszczeniu w wyniku działań niemieckich oddziałów "Sonderkommando".
Spis szczegółowy ważniejszych prac rękopiśmiennych Załuskiego w oparciu o: prace bibliograficzne Janockiego i Załuskiego, o opracowania zbiorów Biblioteki Załuskich, Cesarskiej Biblioteki Publicznej w Petersburgu, rękopisów rewindykowanych mocą traktatu ryskiego, które trafiły do Biblioteki Uniwersytetu Warszawskiego, sporządził Estreicher (XXXIV, 1951, 223-232 i w odb.: Załuscy, s. 240-266).

### Przekłady
1. G. Berkeley: Dwa sekreta doświadczone i dziwnie skuteczne... z języka angielskiego i niemieckiego przetłumaczone, a z prawdziwej ku ojczyźnie i ziomkom swoim miłości po kolędzie komunikowane, roku 1747 6 Januarii, przez J. Z. R. K., Warszawa (1747); także Lwów brak roku wydania
2. Krótka relacja historyczna o męczeństwie śś. obywatelów rzymskich Prymusa i Felicjana, tudzież o translacji, znalezieniu i podwyższeniu ich ciał świętych w kościele Ś. Szczepana in Monte Caelio w Rzymie... Z włoskiej książeczki... tłumaczył... który imieniem Józef jest żarliwy zelant Zakonu religią Rzymską rozszerzającego kleryków Kalassantego... 1748, brak miejsca wydania 1754
3. S. Tucci: Tragedia nad wszystkie, co ich było, jest i będzie tragedii, najokropniejsza o sądzie ostatecznym. Pisał ją Junoszyc Zelant Religii Katolickiej... roku 1749, w drodze podlaskiej, wyd. w: (Pisma zebrane), Warszawa 1754
4. J.V. des Barreaux: Sonet sławny pana... umierającego i przez autora, i przez różnych pp. polskich uproszonych w wierszu polskim się kochających tłumaczony. Anno 1749, wyd. w: (Pisma zebrane), Warszawa 1754
5. T. Migonitidus: Kolęda poetyczna, to jest lamenta Orfeusza. Kompozycja dramatyczna konsekrowana... Marii Antonii Walpurdze w Arkadii Rzymskiej... Napisana przez... Ojczystym wierszem przetłomaczona przez Imienia Augustowego Zelanta 1749 (muzyka: J. Ristori), wyd. w: (Pisma zebrane), Warszawa 1754
6. Apteka dla tych, co jej ani lekarza nie mają, albo sposób konserwowania zdrowia, mianowicie dla tych pisana, co lekarza nie mają, apteki nie znają, to jest Szkoła Salernitańska, z łacińskiego wiersza metrem łacińskim przełożona w podróży, z nienawiści próżnowania, a z miłości ku ubogim chorym po wsiach mieszkającym do druku podana. Przez tego, który Jest Ziemianów Rodaków Kochający..., Warszawa 1750
7. melodramat P. A. Metastasia: Temistokles. Tragedia z włoskiego... tłomaczona po łacinie i reprezentowana u... teatynów w roku 1743. W dziewięć lat po tym w tarczyńskiej drodze tłomaczona z obu języków wierszem polskim, przez tego, który Jeden Z Themiklesowi Równych Kocha Ojczyznę Wiernie R.P. 1750, wyd. w: (Pisma zebrane), Warszawa 1754
8. G. Berkeley: Excerpt niektórych refleksji z książki... wydanej pod tytułem The Querist... drukowanej w Londynie 1750 in 8°, tłumaczonej exercitii linguae gratiâ przez J. Z. R. K. w: (S. Garczyński:) Anatomia Rzeczypospolitej Polskiej... (Warszawa 1751)
9. M.A. Walpurgis: Nawrócenie świętego Augustyna. Melodramma... z włoskiego metra na wiersz ojczysty przetłumaczone przez J. Z. R. K. w Kielcach 21, 23 i 24 Febr. 1751 (muzyka: J.A.Hasse), wyd. w: (Pisma zebrane), Warszawa 1754
10. P. A. Metastasio: Męka Chrystusa Pana. Melodramma duchowne... wierszem polskim przełożone przez J. Z. R. K. podczas Wielkiego Postu w drodze drezdeńskiej roku 1751, wyd. w: (Pisma zebrane), Warszawa 1754
11. L. F. Le Blanc de La Vallière: Afekty duszy pokutującej nad 50 Dawidowym psalmem pokutnym: "Miserere mei Deus", napisane przez (sławną francuską egipciarkę) księżnę de... Potem przełożone wierszem francuskim przez... Marię Antoninę Walpurgę, teraz zaś rytmem polskim paraphrastice przez tego, który jest Życzliwym Regnanta Klientem, w Cieplicach Czeskich tłumaczone... 1751, wyd. w: (Pisma zebrane), Warszawa 1754
12. G. F. Le Jay: Józef przez swych braci zaprzedany. Tragedia bez persony niewieściej, z łacińskiej... paraphrastice wierszem polskim tłumaczona w drodze wschowskiej r. 1752 przez JoZefa, wyd. w: (Pisma zebrane), Warszawa 1754
13. P. A. Metastasio: Izzak Pana Zbawiciela naszego w Starym Testamencie figurujący, na scenę muzykalną w melodrammie nabożnym wprowadzony... z włoskiego metru nie po metrowsku, ale prostotną polską Minerwą w drodze kieleckiej przełożony przez tego, który Jest Zbawienia Rodaków Kochający. R.P. 1752 (muzyka: J.J. Schürer), wyd. w: (Pisma zebrane), Warszawa 1754
14. P. A. Metastasio: Ś. Helena na Górze Kalwarii. Melodramma... tłumaczone z włoskiego języka w drodze wąchockiej przez J. Z. R. K. roku 1752 (muzyka: J.A.Hasse), wyd. w: (Pisma zebrane), Warszawa 1754
15. G. C. Pasquini: Depozycja z krzyża Chrystusa Pana Zbawiciela. Melodramma... tłumaczone na wiersz polski przez tego, którego hasło jest takie Jezusie Żegnaj Rządź Króluj... podczas rekolekcji 1752 (muzyka: J.A.Hasse), wyd. w: (Pisma zebrane), Warszawa 1754
16. Edward III: O miłości dobra pospolitego. Tragedia przez J. Z. R. K. napisana wierszem w kwietniu 1752 w drodze podlaskiej, częścią z francuskiego, częścią z angielskiego języka tłomaczona, wyd. w: (Pisma zebrane), Warszawa 1754
17. P. A. Metastasio: Łaskawość Tytusa. Drama włoskie... rytmem polskim przełożone przez J. Z. R. K. w drodze suligostowskiej 1752, wyd. w: (Pisma zebrane), Warszawa 1754
18. P. A. Metastasio: Cato Utyceński. Drama z włoskiego... tłomaczone w wschowskiej i wąchowskiej drodze 1752 przez J. Z. R. K., wyd. w: (Pisma zebrane), Warszawa 1754
19. Instrukcja generalna podana młodemu Ludwikowi XV przez Salomona z królów najmędrszego, z francuskiego prozą polską tłumaczona przez Królewicza JMci Polskiego Xawiera, a rytmem przełożona przez tego, który Jest Żarliwym Regnanta Klientem. R. 1752 w maju, w drodze radomskiej, wyd. w: (Pisma zebrane), Warszawa 1754
20. Peregrynanci u Grobu Chrystusa Pana. Melodramma... z włoskiego tłumaczone (muzyka: J.A.Hasse), wyd. w: (Pisma zebrane), Warszawa 1754
21. Grób Chrystusa Pana. Melodramma po włosku oratorio... z włoskiego po polsku tłumaczone przez J. Z. R. K. (muzyka: J.A.Ristori), wyd. w: (Pisma zebrane), Warszawa 1754
22. A.S. Załuski: Przedmowa najwyższego kapłana Pana Naszego Jezusa Chrystusa do kapłanów i kleryków kościoła swego... przez... po łacinie ogłoszona, a przez... J. Z. R. K. podobnym metrem przetłumaczona, wyd. w: (Pisma zebrane), Warszawa 1754
23. Sonet o Zbawicielu na krzyżu, przekł. z francuskiego, wyd. w: (Pisma zebrane), Warszawa 1754
24. J. Drexeliusz: Naenia infantilis ad cunasvagentis Jesu ex Anacreonte, Drexeliano patriis rithmis cantata, wyd. w: (Pisma zebrane), Warszawa 1754
25. Ch. C. Genest: Józef uznany. Tragedia duchowna z Pisma Ś.; z francuskiego... przetłumaczona paraphrastice przez JoZefa w drodze zawiślnej 1754, wyd. w: (Pisma zebrane), Warszawa 1754
26. G. C. Pasquini: Moderacja w honorze: Cantata (o Plotinie cesarzowej), która przez muzykantów włoskich była śpiewana w Warszawie w Pałacu Królewskim r. 1748 d. 8 grudnia... Kompozycja jest... Z włoskiego na wiersz ojczysty tłomaczył Imienia Augustowego Zelant (muzyka: M. Breunich), wyd. w: (Pisma zebrane), Warszawa 1754
27. J. Addison: Słowa umierającego Katona z tragedii angielskiej tłomaczone, wyd. w: (Pisma zebrane), Warszawa 1754
28. Voltaire: Rzym wybawiony albo Catilina. Tragedia z francuskiego... tłomaczona w drodze zawiślnej podczas karnawału 1754, wyd. w: (Pisma zebrane), Warszawa 1754
29. (F. Fénelon): Katechizm kawalera doskonałego albo portret prawdziwego galantoma, z francuskiego tłumaczony przez J. Z. R. K., wyd. w: (Pisma zebrane), Warszawa 1754
30. Epigrammata francusko-polskie, wyd. w: (Pisma zebrane), Warszawa 1754
31. J.B. Rousseau: Oda o fortunie IMć p. ... na muzykalne noty przełożona przez J.P. Royer; tłumaczona po polsku przez J. Z. R. K. i ofiarowana... marszałkowi w. kor. 1754 9 marca, wyd. w: (Pisma zebrane), Warszawa 1754
32. M.A. Muretus: Institutio puerilis comprehensa versibus ad captum puerulorum accommodatis. Rythmis Polonicis exornata... pro stena anni 1754 ab augustJ Zelante cultoRe peRenni in AeVum, wyd. w: (Pisma zebrane), Warszawa 1754
33. Obraz nędzy ludzkiej. Tragikomedia w 5 aktach (wyd. J.E. Minasowicz), Warszawa 1768
34. J.B. Rousseau: Pas czarnoksięski. Komedia w 1 akcie... tłumaczył z francuskiego... dla panien świeckich w klasztorach J. Z. B. K. na smoleńskim wygnaniu 1768, wyd. Warszawa 1781
35. (Spinelli kardynał): Formularz nabożeństwa codziennego przy odwiedzaniu Najświętszego Sakramentu, Warszawa 1773, (wyd. anonimowo)
36. Sz. Starowolski: De reformandis moribus, niewydany, (przekł. na łacinę Reformacji obyczajów), porównaj także: Estreicher XXIX, 205.

### Prace edytorskie
1. D.J. Stella: Wzgarda próżności świata albo księga, w której zamykają się traktaty rozmyślania nabożnego o miłości Boskiej... przez J.Ch. Załuskiego... na polski język przetłumaczona... wydana teraz powtórnie... od autora synowca I. Z. R. K. ..., Kraków 1730
2. P. Skarga: Dyskurs na konfederacją w: Dwa miecze katolickiej... odsieczy..., Warszawa 1731
3. M.M. Ładowski: Inwentarz konstytucji koronnych i Wielkiego Księstwa Litewskiego przez... krótko zebrany, a przez... w różnych miejscach i cytatach skorygowany. Przydatkiem opuszczonych artykułów poprawiony i suplementem obszernym od roku 1683 aż do ostatniej konstytucji sejmu 1726 inclusive opatrzony, Lipsk 1733, (w przedmowie omówiono wcześniejsze wydania praw i statutów)
4. D. Hartley: Sekret wielu experiencjami doświadczony, służący do uleczenia zupełnego ludzi chorujących na kamień... z angielskiego języka przetłumaczony. Z prawdziwej ku ojczyźnie i ziomkom miłości po kolędzie ogłoszony, przez J. Z. R. K., Warszawa (po roku 1743)
5. M. Bembus: Trąba gniewu Bożego gromiąca grzeszników... Wystawiona roku 1618 od... a teraz przez... teraźniejszym czasom akomodowana, po edycji krakowskiej 1648 przedrukowana, brak miejsca wydania 1746
6. P. Potocki: Opera omnia... Haec singula scripta anecdota ex sua bibliotheca... edidit..., Warszawa 1747
7. Ł. Górnicki: Dzieje w Koronie Polskiej za Zygmunta I i Zygmunta II Augusta... przez... spisane, a teraz na nowo wydane przez J. Z. R. K., Warszawa 1750, (z przedmowa edytora)
8. Ł. Górnicki: Rozmowa o elekcji, o wolności, oprawie i obyczajach polskich... Pisana przez... Teraz nowo wydana i w stylu staropolskim nieco poprawiona przez J. Z. R. K., Warszawa (1750)
9. (S. Garczyński): Anatomia Rzeczypospolitej Polskiej synom ojczyzny ku przestrodze i poprawie tego, co z kluby wypadło... Z przydatkami teraz wydana (Warszawa 1751)
10. Boguphali II de armis et domo Rosarum... Chronicon Poloniae cum continuatione, Warszawa 1752 (nakł. J.A.Jabłonowskiego)
11. Zebranie rytmów przez wierszopisów żyjących lub naszego wieku zaszłych (t. I: dzieła Drużbackiej z przedmową, 1752 – 2 wydania; t. II–III: różne wiersze i utwory tłum. i oryg. Załuskiego, 1754; t. IV cz. 1-2 – t. V cz. 3-4: dzieła J.E. Minasowicza, 1755–1756)
12. P. Vergilius Maro: Księgi wszystkie, to jest ksiąg dwanaście... Razem do druku podane staraniem I. Z. R. K. O. W. ..., Warszawa 1754 (wyd. przy współpracy J.E. Minasowicza)
13. R. Archdekin: Sidła zbawienne na szczęśliwy dusz połów do prawowiernej religii katolickiej z ksiąg ks. ... zebrane i do druku podane przez J. Z. R. K., Kraków 1758 (według Estreichera: Załuski miał tę pozycję także przełożyć)
14. B. Herbest: Wiary Kościoła Rzymskiego wywody i greckiego niewolnictwa historia... wypisał... A do druku podał dla owieczek swego pasterstwa..., Warszawa 1761
15. Synodalia Dioecesis Orthodoxae Kijoviensis publicata ab..., Chełmno 1764 (z dedykacją do papieża Klemensa XIII)
16. Vota onomastica Regi Poloniarum Stanislao Augusto nuncupata 8 Maii 1766 a..., brak miejsca i roku wydania (zbiór życzeń imieninowych głównie wierszowanych, w różnych językach, niektóre podpisane przez Załuskiego)
17. F. Pable: Wywody i obrona prawdziwej religii. Według katolickich autorów, przeciwko ateuszom, deistom, mędrkom, libertynom, Żydom, poganom... od... w łacińskim języku wydana, a teraz znowu nakładem... przedrukowana, tłumaczenia Z. M.P. (Pałuckiego), Warszawa 1773.

Ponadto jego zbiory i inicjatywa posłużyły do licznych wydań materiałów historycznych, genealogicznych, prawnych, tekstów literackich i innych, zrealizowanych m.in. przez takie osoby jak: F. Bohomolec, B. Chmielowski, M. Dogiel, J.A.Jabłonowski, S. Konarski, J.E. Minasowicz, W. Mitzler de Kolof, K. Niesiecki i M. Prokopowicz.

### Listy i materiały
1. Do F.M. Ossolińskiego z 4 stycznia 1729, rękopis: Ossolineum sygn. 702/I, k. 117-118
2. Do Radziwiłłów z roku 1729, rękopis: Archiwum Główne Akt Dawnych (Archiwum Radziwiłłów dz. V, teka 466, nr 18414)
3. Listy z roku 1733(?), rękopis: Biblioteka PAN Kraków sygn. 399
4. Korespondencja z S. Leszczyńskim z lat: 1734–1736, 1761–1762, rękopis: Biblioteka Narodowa sygn. L 3216; listy Leszczyńskiego z lat 1734–1736 wyd. B. S. Kupść, K. Muszyńska w t. 1 Korespondencji J.A.Załuskiego
5. Korespondencja z J.A.Jabłonowskim w zbiorze z lat 1734–1763, m.in. w sprawie druku Heraldyki..., rękopis: Biblioteka Czartoryskich sygn. 1162
6. Korespondencja z H. v. Brühlem z lat 1736–1757, rękopisy: Landeshauptatchiv w Dreźnie loc. 461, 3588–3589, 3591–3592 (pt. Correspondenz des Pr. Min. Grafen v. Brühl mit verschiedenen Polen. Grossen)
7. Do J.A.Jabłonowskiego z 4 marca 1743, ogł. adresat w: Tabulae Jablonovianae... (cz. 1), Amsterdam 1743–1748; przedr. w: cz. 2. Norymberga-Warszawa 1748–1754
8. Korespondencja z A.M. Quirinim z roku 1749, wydruk. w: A.M. Quirini: Duae epistolae... ad J.A.Comitem Załuski... Warszawa 1749 (tu: list Quriniego i odpowiedź Załuskiego)
9. Do S. Konarskiego, ogł. adresat w: O skutecznym rad sposobie cz. 2, Warszawa 1761
10. Listy w zbiorze z lat 1766–1768, rękopisy: Biblioteka Jagiellońska sygn. 2734–2735
11. Do Ch. A. Clodiusa, rękopis: Sächsische Landesbibliothek w Dreźnie sygn. C 110a
12. Do J.A.Jabłonowskiego, rękopis: Lw. Państw. Nauk. Bibl. (Archiwum Sapiehów sygn. F 417-36)
13. Do ks. Wąsowicza 8 listów z Kaługi, rękopis: Biblioteka PAN Kraków sygn. 1085
14. Do Stanisława Augusta z 27 września 1773, rękopis: Biblioteka PAN Kraków sygn. 2220/I
15. Ekscerpty z listów Załuskiego, rękopis: Lw. Państw. Nauk. Bibl. (Ossolineum sygn. 717)
16. Zbiór korespondencji z lat 1724–1773 (ponad 8500 listów!), głównie listy pisane do Załuskiego; rękopisy: Biblioteka Narodowa sygn. L 3216, 3228–3269
17. Od S. Konarskiego z 6 marca 1733, z rękopisu Archiwum Głównego Akt Dawnych (Archiwum Roskie sygn. LIII/17)
18. Od F.M. Ossolińskiego, drukowane pt. Copia listu pisanego z zagranicy... anno 1736, brak miejsca i roku wydania (2 wyd. w języku polskim i 3 wyd. w języku włoskim)
19. Od A.M. Quiriniego z lat 1742–1754, wydruk. w: A.M. Quirinus: Epistolarum decas I-X, (Brixen 1742–1754)
20. Od generała jezuitów L. Ricciego (1761), ogł. w przekładzie niemieckim w: Informacji o fundacji Biblioteki
21. Od K. v Osten-Sackena z roku 1766, rękopis: Landeshauptarchiv w Dreźnie loc. 3512
22. Od papieża Klemensa XIII, drukowane pt. Do J.A.Załuskiego... Warszawa 1767 (razem z listem pasterskim Załuskiego)
23. Diariolum meum, powst. 1748–1750, z rękopisu Biblioteki Publicznej im. Sałtykowa-Szczedrina w Leningradzie (Archiwum Załuskich) ogł. B. S. Kupść, K. Muszyńska w załączniku do t. 1 Korespondencji J.A.Załuskiego
24. Metryka urodzenia i chrztu według zeznań proboszcza jedlońskiego Jana Dynowicza z 7 kwietnia 1759; metryka święceń według zeznań Marcina Załuskiego z 21 stycznia 1759; dyplom doktora obojga praw z 27 marca 1735; dokumenty z procesu informacyjnego na biskupstwo kijowskie z 12, 15 i 19 stycznia 1759; pytania dot. J.A.Załuskiego w procesie informacyjnym biskupa Kandyda Ossolińskiego z 19 października 1773. Z kopii Bibl. Apostolica Vaticana (Processus consistoriales t. 148, k. 71-88; t. 164, k. 385-387) ogł. B. Kumor: Przyczynki źródłowe do biografii J.A.Załuskiego w zbiorze: Miscellanea z doby Oświecenia nr 3, Wrocław 1969 "Archiwum Literatury" nr 13
25. Titulus Ill-mi J.A.Załuski ep. Kijoviensis, rękopis: Ossolineum sygn. 91/II, k. 452
26. Testament, rękopisy w: Archiwum Głównym Akt Dawnych nr E 144, k. 11; Biblioteka PAN Kraków sygn. 1403; częściowo ogł.: J. Lelewel: Bibliograficznych ksiąg dwoje t. 2, Wilno 1826, s. 114.

## Cytaty
- Jedni do koni, inni do ptaków, inni do zwierząt pałają namiętnością, mnie atoli od chłopięctwa ogromna opanowała żądza posiadania książek.

O:
- Józef Załuski, biskup kijowski, człek bardzo uczony, ale najgorszego gustu. Osobliwszą miał skłonność miewać kazania, które były najgorsze, nietylko co do wymowy, ale nawet co do materyi. Pełno tam zawsze było konceptów bez rozsądku i mieszaniny różnych języków. Dla poznania jego talentów dobrze przytoczyć, co mu żartem napisano w sposobie nadgrobku: Hic jacet ingenium expectat Judicium.  – Hugo Kołłątaj[16]

## Wybrane opracowania nt. Załuskiego (XVIII–XIX w.)
1. "Warschauer Bibliothek" t. 1-2 (1753–1754): omówienie Conspectus novae collectionis legum ecclesiasticarum, Satyr i Zebrania rytmów
2. J. D.A. Janocki: Lexicon derer itztlebenden Gelehrten in Polen cz. 2, Wrocław 1755, s. 24-46
3. Ch. G. Friese: J.A.Załuski w: De episcopatu Kioviensi..., Warszawa 1763; przekł. polski: J.A.hrabia na Załuskach Załuski (tłum. K. Kantak), Warszawa 1928
4. "Gazeta Warszawska" 1774: nr 3, 6 (opis śmierci i pogrzebu)
5. J.B. Dubois: Essais sur l’histoire littéraire de Pologne, Berlin 1778, s. 395-520
6. "Polak Patriota" 1785: t. 2 (o zasługach Załuskiego)
7. J. D.A. Janocki: Janociana t. 3 (powst. przed rokiem 1786), Warszawa 1819
8. Polska stanisławowska w oczach cudzoziemców: oprac. i wstępem opatrzył W. Zawadzki, t. 1-2 (Warszawa) 1963 "Biblioteka Pamiętnikarzy Polskich i Obcych"
9. J. Lelewel: Bibliograficznych ksiąg dwoje t. 2, Wilno 1826
10. I. Chodynicki: Dykcjonarz uczonych Polaków t. 3, Lwów 1833
11. (J. Popliński): Nowe wypisy polskie cz. 2, Leszno 1838, s. 306-309
12. F.M. Sobieszczański: Materiały do historii bibliotek w Polsce. Informacja o fundacji biblioteki j. w. ks. J. Załuskiego, biskupa kijowskiego r. 1761, "Biblioteka Warszawska" 1848, t. 2
13. L. Łętowski: Katalog biskupów, prałatów i kanoników krakowskich t. 4, Kraków 1853, s. 278-293
14. E. Heleniusz (E. Iwanowski): O poświęceniu się i pracach J. Załuskiego w: Kilka rysów i pamiątek, Poznań 1860, s. 337-365
15. H. Skimborowicz: "Księgi Świata" t. 9 (1860), s. 128-136
16. F.M. Sobieszczański: Bibliografia "Encyklopedii powszechnej" Orgelbranda, t. 3 (1860), s. 439
17. Minzloff: Catalogue des publications de la Bibliothèque Impériale, Petersburg 1861.